# باربارا اگلوسکی
باربارا اگلوسکی (زاده ۱۹۳۸)، یک میکروبیولوژیست آمریکایی است. او مدیر برنامه‌های بین‌المللی در مرکز پزشکی دانشگاه روچستر است و در آنجا استاد میکروبیولوژی و ایمنی‌شناسی است.

## زندگی اولیه و تحصیلات
باربارا در ۱۹۳۸ به دنیا آمد. پدرش پزشک روستا بود و باربارا در جوانی پدرش را هنگام رفتن بر بالین بیماران همراهی می‌کرد. باربارا در کالج آلگنی شرکت کرده و در سال ۱۹۶۰ لیسانس زیست‌شناسی گرفت. سپس به دانشگاه ایالتی پنسیلوانیا رفته و در سال ۱۹۶۲ فوق‌لیسانس و در سال ۱۹۶۴ دکترای میکروبیولوژی گرفت.
اگلوسکی پیش از استخدام به عنوان استاد در مرکز پزشکی دانشگاه روچستر در مرکز پزشکی دانشگاه بهداشت و علوم اورگن تدریس می‌کرد. او اولین زنی بود که در دانشکده پزشکی و دندانپزشکی دانشگاه روچستر به ریاست یک بخش منصوب شد. او از سال ۱۹۸۶ تا ۲۰۰۹ رئیس بخش میکروبیولوژی و ایمنی‌شناسی این دانشگاه بود. او از ۱۹۹۵ تا ۱۹۹۸ معاون ارشد پژوهش و تحصیلات تکمیلی بود.

## پژوهش
پژوهش اگلوسکی روی بیماریزایی سودوموناس آئروژینوزا تمرکز کرده‌است.
پژوهش مشترکش با پیتر گرین‌برگ نشان داد که باکتری گرم-منفی علایم ای‌اچ‌ال را که مراحلی مانند تشکیل زیست‌لایه در سلول‌های همجوار همان گونه را کنترل می‌کنند تولید می‌کند.
اخیراً او در مورد قانون توسعه زیست‌لایه و واگیر بودن سودوموناس آئروژینوزا مطالعه می‌کند.
اگلوسکی بیش از ۱۵۰ مقاله پژوهشی و فصول کتاب منتشر کرده‌است. او هفت اختراع دارد. او توسط مؤسسه اطلاعات علمی به عنوان یک محقق بسیار برجسته مورد توجه قرار گرفته‌است.

## جوایز و افتخارات
در سال ۱۹۸۷اگلوسکی به خاطر پژوهش در میکروبیولوژی و ایمنی‌شناسی به عضویت افتخاری و مادام‌العمر سازمان بین‌المللی زنان فارغ‌التحصیل در علم که نام پیشین سیگمادلتااپسیلون برگزیده شد.
در سال ۱۹۸۶ اگلوسکی همکار آکادمی میکروبیولوژی آمریکا شد. از سال ۱۹۸۷ تا سال ۱۹۸۸ اگلوسکی رئیس جامعه میکروبیولوژی آمریکا بود؛ و از سال ۱۹۹۰ تا ۱۹۹۹ رئیس بخش انتشارات این جامعه بود. در سال ۱۹۹۹ او جایزه پژوهشی آرتور کورنبرگ و در سال ۲۰۰۱ جایزه دستاورد مادام‌العمر سوزان ب. آنتونی را دریافت کرد. در سال ۲۰۰۹ دانشکده پزشکی و دندان پزشکی دانشگاه روچستر جایزه مربیگری مادام‌العمر را به او اختصاص داد.
او در سال ۲۰۱۵ به تالار ملی زنان مشهور راه یافت.

## زندگی شخصی
اگلوسکی در گورهام نیویورک زندگی می‌کند.